# Asamblea Nacional de Benín
La Asamblea Nacional unicameral es el órgano legislativo de Benín. El actual parlamento con sede en Porto Novo, tal como existe hoy, se formó en 1990. La Asamblea Nacional actualmente tiene 109 miembros, que son elegidos directamente a través de un sistema de representación proporcional con lista de partidos y su cargo dura un periodo de cinco años.

## Historia
El primer parlamento de Benín independiente fue definido por la Constitución del 28 de febrero de 1959 y duró desde abril de 1959 hasta noviembre de 1960. Fue presidido por Justin Ahomadégbé-Tomêtin. Con una constitución de 1960 y una de 1964, se promulgaron dos nuevas Asambleas Nacionales cada vez. La aplicación de la Ley Fundamental del 9 de septiembre de 1977 modificó radicalmente el parlamento. Pasó a llamarse Asamblea Nacional Revolucionaria (ANR) y duró hasta febrero de 1990. El Consejo Superior de la República se formó en febrero de 1990 para democratizar el país y fue presidido por el arzobispo Isidoro de Souza. El 11 de diciembre de 1990 se aprobó una nueva constitución que formó la estructura básica de la asamblea actual.

## Sistema electoral
Los 109 miembros de la Asamblea Nacional son elegidos directamente por el pueblo en un sistema de representación proporcional de lista partidaria, con 24 distritos electorales plurinominales que corresponden a los departamentos de Benín. Los partidos seleccionan tantos candidatos como puestos por cubrir y las vacantes se cubren con suplentes. Sirven durante periodos de cinco años, y la elección más reciente fue en 2023. Para ser elegible para votar en Benín, una persona debe tener al menos 18 años, ser ciudadano beninés, poseer plenos derechos civiles y políticos y no ser condenado por un delito que amerite una pena de tres meses de prisión, en desacato al tribunal, o tener una quiebra no rehabilitada. Cada candidato a la Asamblea debe tener al menos 25 años de edad, residir en Benín durante al menos un año y ser ciudadano beninés por nacimiento o inmigrante naturalizado que haya residido en el país durante al menos diez años. Ser condenado por fraude electoral o tutela inhabilita a una persona para postularse.

## Política
En las elecciones de 2015, Fuerzas Cauris para un Benín Emergente retuvo 33 escaños. Eran el principal partido que apoyaba al presidente Thomas Boni Yayi. Los dos partidos de oposición más grandes fueron Unión Hace la Nación (UN) con 13 escaños y el Partido de Renovación Democrática (PRD) con 10. Seis diputadas son mujeres, mientras que 77 son hombres. La formación de coaliciones es esencial, y el principal problema político que enfrentó la Asamblea en los últimos años ha sido una propuesta para enmendar la Constitución para permitir que los presidentes sirvan más de dos mandatos, que no ha recibido suficiente apoyo.
Adrien Houngbédji fue elegido presidente de la Asamblea Nacional la noche del 19 al 20 de mayo de 2015; como candidato representante de la oposición, recibió 42 votos.
Los miembros del Parlamento reciben un salario de 193 291 francos CFA al mes con una asignación adicional de 373 003 francos CFA al mes. Los parlamentarios deben asistir a las sesiones plenarias y las reuniones de los comités. Los parlamentarios que falten a un tercio de las reuniones pueden recibir una fuerte multa y ser suspendidos hasta por un año.